# Iguanacolossus
Iguanacolossus (que significa “iguana colossal”) é um gênero de dinossauro ornitópode iguanodontiano que viveu na América do Norte durante o período Cretáceo Inferior. É conhecido pelo UMNH VP 20205, o holótipo associado a um grande esqueleto parcial de um único indivíduo.

## Descoberta e nomeação

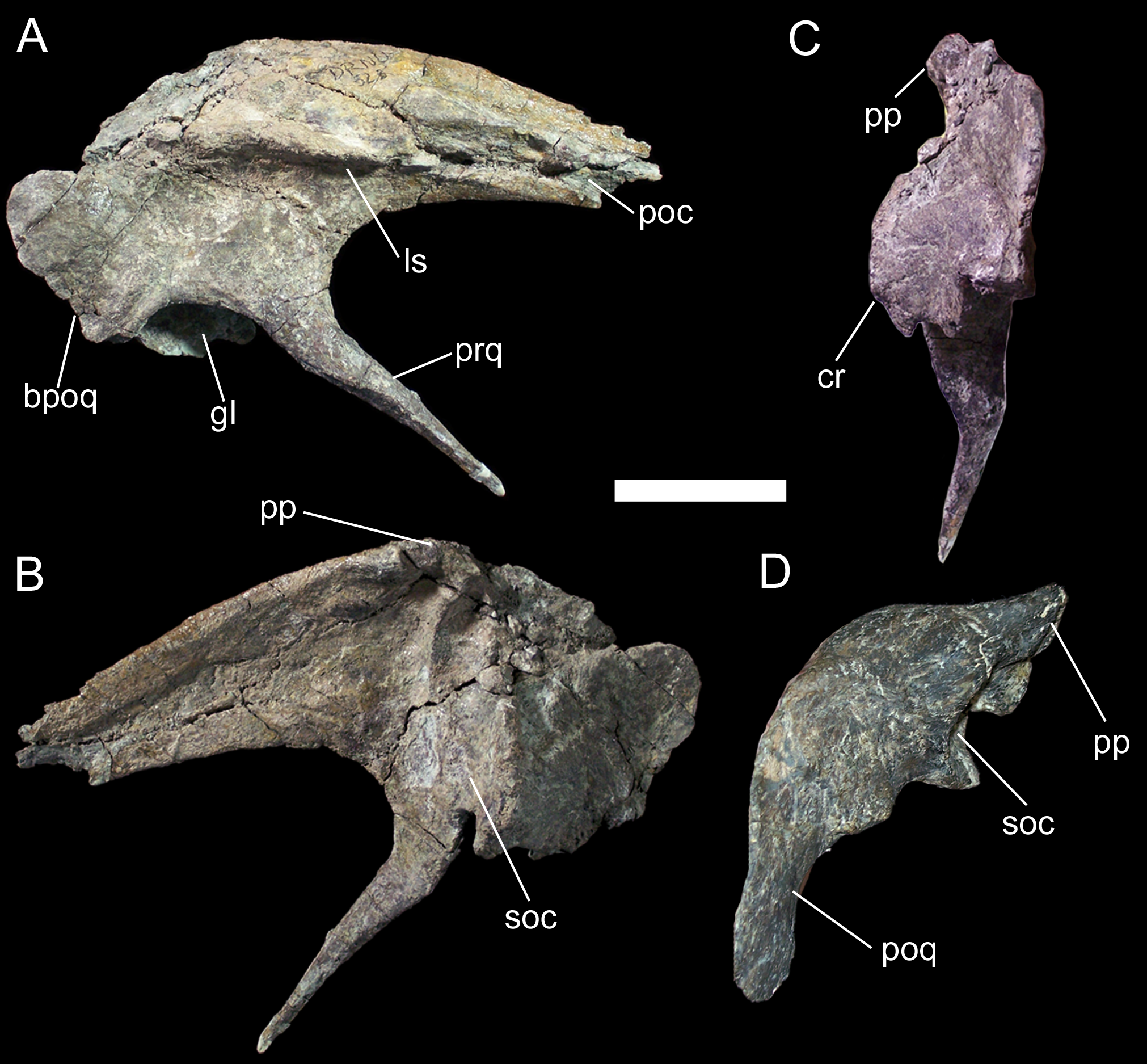
Esquamosal direito do UMNH VP 20205.

O holótipo do Iguanacolossus, UMNH VP 20205, foi descoberto por Donald D. DeBlieux em 2005, desenterrado do Membro Yellow Cat da Formação Cedar Mountain [en], em Utah; datado do estágio Valanginiano no Cretáceo Inferior, não foi nomeado e descrito até 2010 por Andrew T. McDonald, James I. Kirkland, Donald D. DeBlieux, Scott K. Madsen, Jennifer Cavin, Andrew R. C. Milner e Lukas Panzarin, juntamente com o gênero  Hippodraco, também da Formação Cedar Mountain. O UMNH VP 20205 é atribuído a um único indivíduo, incluindo elementos do crânio: pré-dentário fragmentado, maxila direita parcial, esquamosal direito, dentes, quadrado direito e esquerdo. Os restos do corpo compreendem: vértebras (cervical, dorsal e caudal), costelas, escápula direita, ílio direito, púbis direito, metatarsos direito e fíbula esquerda. O nome genérico, Iguanacolossus, é uma combinação do gênero de réptil “Iguana” e da palavra latina “colossus” (que significa colossal e/ou gigante) em relação aos icônicos dentes semelhantes aos de iguanodontes e ao notório tamanho grande do corpo do espécime. O nome específico, “fortis”, significa poderoso. O binômio significa “Mighty Iguana Colossus” (Colosso Poderoso de Iguana). Outras descobertas no sítio de Doelling's Bowl estão atualmente em revisão, comprometendo principalmente material juvenil baseado em mandíbulas inferiores e úmero. Outros vestígios incluem um fêmur e um púbis grandes.

## Descrição

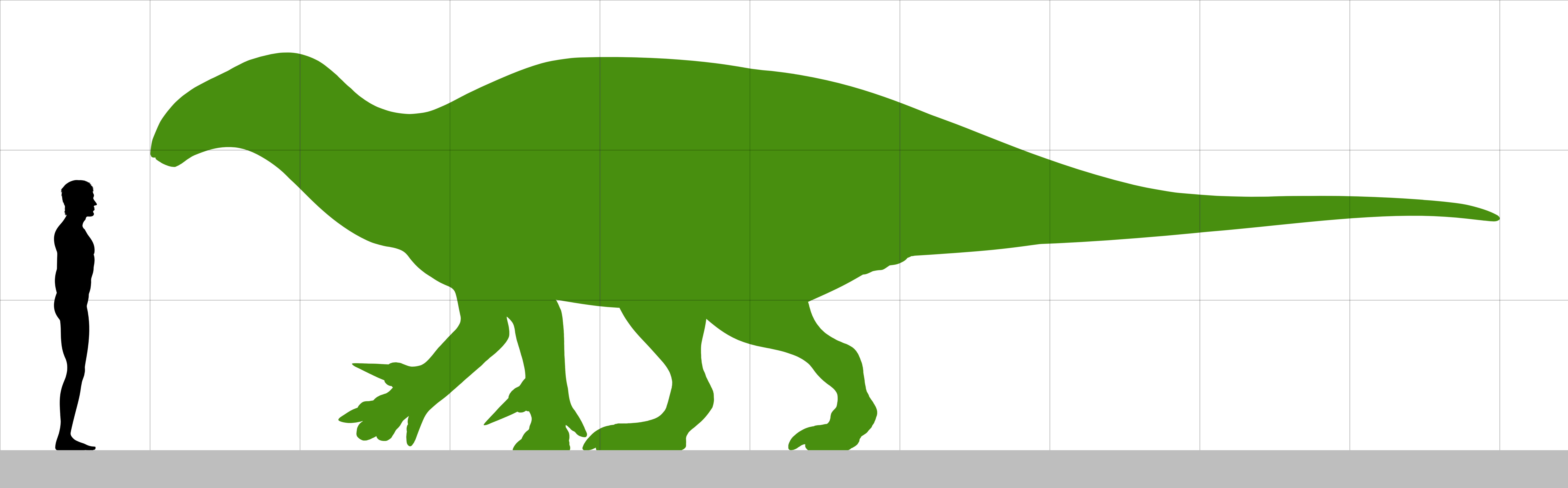
Tamanho estimado do Iguanacolossus

O Iguanacolossus é um iguanodontídeo grande e robusto, provavelmente atingindo 9 m de comprimento e pesando 5 t de massa corporal. De acordo com McDonald e colegas, o Iguanacolossus difere de outros iguanodontídeos por ter uma superfície de contato para o supraoccipital no processo caudomedial do osso esquamosal curvado em vista caudal, processo púbico cranial com margem dorsal côncava, mas com pouca expansão de sua extremidade cranial, processo pós-orbital do osso esquamosal comprimido mediolateralmente e em forma de lâmina, púbis afunilado em um ponto rombudo, extremidade cranial do processo pré-acetabular do ílio modificado em uma bota horizontal, espinha neural axial em forma de lâmina e semicircular no perfil, e a margem dorsal do ílio reta.

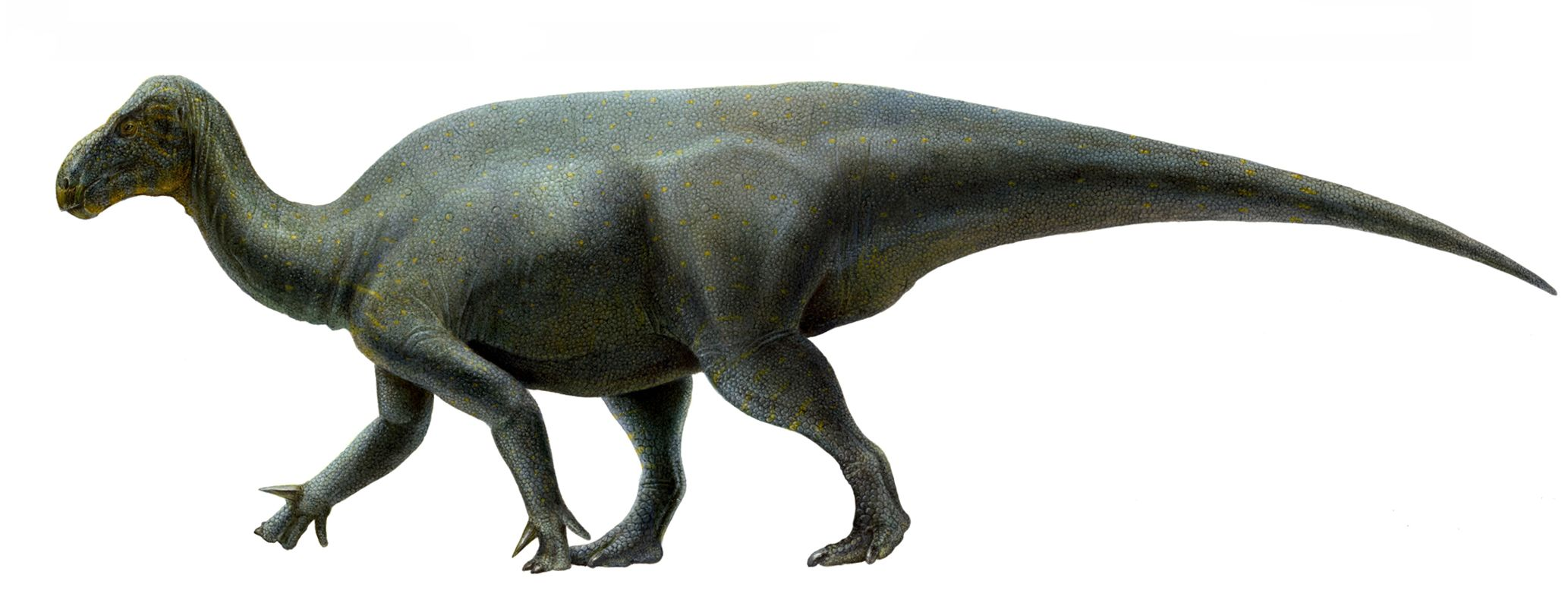
Restauração de vida através da paleoarte.

Ele tinha metatarsos em estoque e uma fíbula esquerda proeminente medindo 63 cm. A maxila preserva 14 alvéolos dentários e a presença de duas superfícies côncavas sugere uma fenestra anterorbital elíptica e alongada. Com base em comparações com o Camptosaurus e o Dakotadon [en], os dois dentes isolados são classificados como dentário e maxilar, com uma coroa em forma de escudo e uma coroa em forma de losango, respectivamente. O osso escapular está quase completo; um dentículo está preservado no pré-dentário; várias vértebras indicam uma forma corporal muito parecida com a do iguanodonte, especialmente as vértebras dorsais. Os dois metatarsos direitos são classificados como metatarsos III e IV com base em Camptosaurus e Iguanodon. O púbis direito apresenta características derivadas e plesiomórficas, vistas em iguanodontes relacionados.

## Classificação

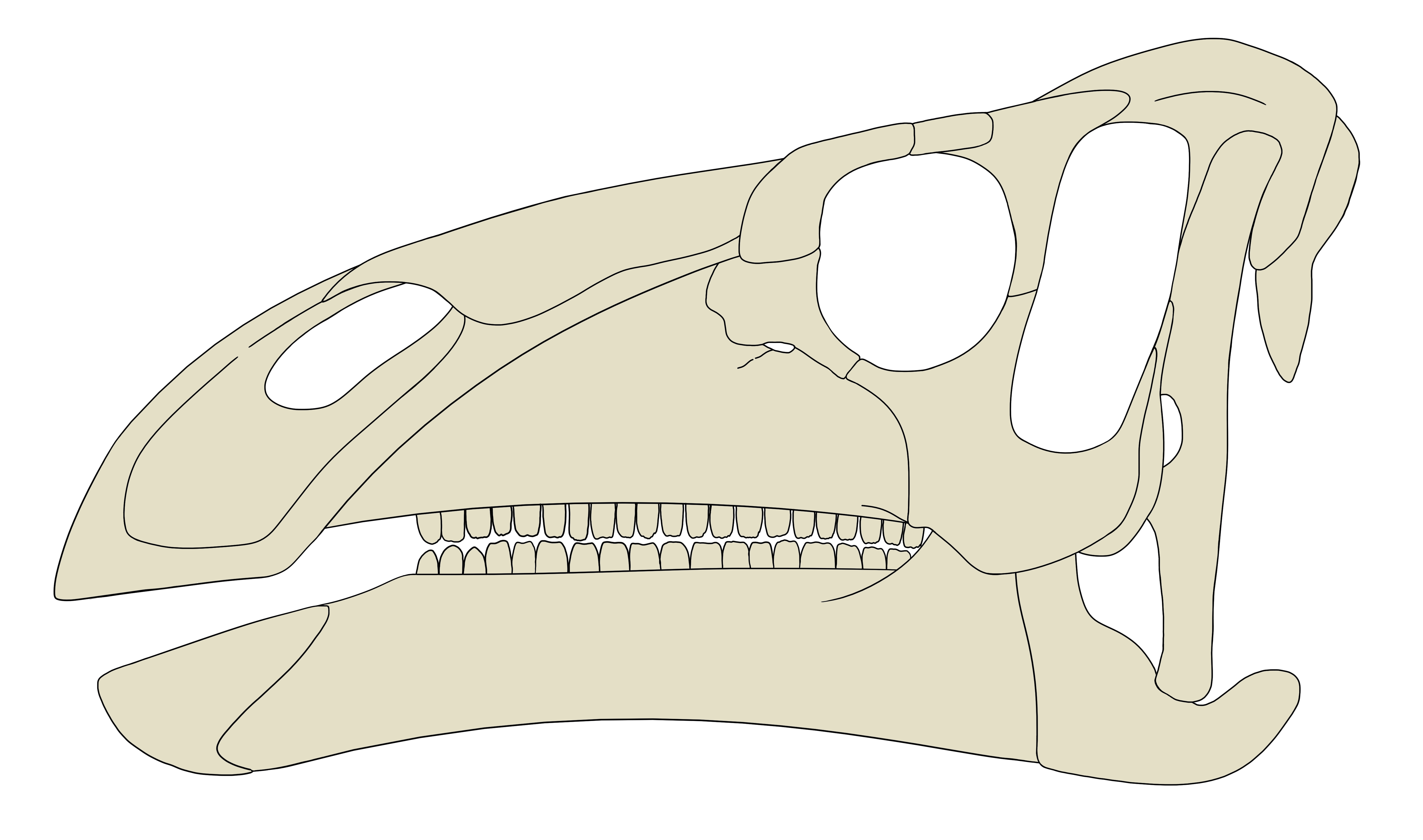
Crânio reconstruído

O Iguanacolossus foi colocado no subgrupo Iguanodontia, sendo de Styracosterna, um subgrupo basal que contém os Hadrosauridae e todos os dinossauros mais intimamente relacionados aos hadrossaurídeos do que aos camptossaurídeos. Abaixo estão os resultados obtidos na análise filogenética realizada por seus descritores em 2010:
|  | Hippodraco         |
|  |                    |
|  | Theiophytalia [en] |
|  |                    |

|  | Cedrorestes [en] |
|  |                  |
|  | Dakotadon [en]   |
|  |                  |
|  | Iguanacolossus   |
|  |                  |
|  | Lanzhousaurus    |
|  |                  |
|  | Hadrosauriformes |
|  |                  |

|  | Hippodraco         |
|  |                    |
|  | Theiophytalia [en] |
|  |                    |

|  | Cedrorestes [en] |
|  |                  |
|  | Dakotadon [en]   |
|  |                  |
|  | Iguanacolossus   |
|  |                  |
|  | Lanzhousaurus    |
|  |                  |
|  | Hadrosauriformes |
|  |                  |

|  | Hippodraco         |
|  |                    |
|  | Theiophytalia [en] |
|  |                    |

|  | Cedrorestes [en] |
|  |                  |
|  | Dakotadon [en]   |
|  |                  |
|  | Iguanacolossus   |
|  |                  |
|  | Lanzhousaurus    |
|  |                  |
|  | Hadrosauriformes |
|  |                  |

|  | Hippodraco         |
|  |                    |
|  | Theiophytalia [en] |
|  |                    |

|  | Cedrorestes [en] |
|  |                  |
|  | Dakotadon [en]   |
|  |                  |
|  | Iguanacolossus   |
|  |                  |
|  | Lanzhousaurus    |
|  |                  |
|  | Hadrosauriformes |
|  |                  |

|  | Hippodraco         |
|  |                    |
|  | Theiophytalia [en] |
|  |                    |

|  | Cedrorestes [en] |
|  |                  |
|  | Dakotadon [en]   |
|  |                  |
|  | Iguanacolossus   |
|  |                  |
|  | Lanzhousaurus    |
|  |                  |
|  | Hadrosauriformes |
|  |                  |

|  | Hippodraco         |
|  |                    |
|  | Theiophytalia [en] |
|  |                    |

|  | Cedrorestes [en] |
|  |                  |
|  | Dakotadon [en]   |
|  |                  |
|  | Iguanacolossus   |
|  |                  |
|  | Lanzhousaurus    |
|  |                  |
|  | Hadrosauriformes |
|  |                  |

|  | Hippodraco         |
|  |                    |
|  | Theiophytalia [en] |
|  |                    |

|  | Cedrorestes [en] |
|  |                  |
|  | Dakotadon [en]   |
|  |                  |
|  | Iguanacolossus   |
|  |                  |
|  | Lanzhousaurus    |
|  |                  |
|  | Hadrosauriformes |
|  |                  |

|  | Hippodraco         |
|  |                    |
|  | Theiophytalia [en] |
|  |                    |

|  | Cedrorestes [en] |
|  |                  |
|  | Dakotadon [en]   |
|  |                  |
|  | Iguanacolossus   |
|  |                  |
|  | Lanzhousaurus    |
|  |                  |
|  | Hadrosauriformes |
|  |                  |

|  | Hippodraco         |
|  |                    |
|  | Theiophytalia [en] |
|  |                    |

|  | Cedrorestes [en] |
|  |                  |
|  | Dakotadon [en]   |
|  |                  |
|  | Iguanacolossus   |
|  |                  |
|  | Lanzhousaurus    |
|  |                  |
|  | Hadrosauriformes |
|  |                  |

|  | Hippodraco         |
|  |                    |
|  | Theiophytalia [en] |
|  |                    |

|  | Cedrorestes [en] |
|  |                  |
|  | Dakotadon [en]   |
|  |                  |
|  | Iguanacolossus   |
|  |                  |
|  | Lanzhousaurus    |
|  |                  |
|  | Hadrosauriformes |
|  |                  |

|  | Hippodraco         |
|  |                    |
|  | Theiophytalia [en] |
|  |                    |

|  | Cedrorestes [en] |
|  |                  |
|  | Dakotadon [en]   |
|  |                  |
|  | Iguanacolossus   |
|  |                  |
|  | Lanzhousaurus    |
|  |                  |
|  | Hadrosauriformes |
|  |                  |

|  | Hippodraco         |
|  |                    |
|  | Theiophytalia [en] |
|  |                    |

|  | Cedrorestes [en] |
|  |                  |
|  | Dakotadon [en]   |
|  |                  |
|  | Iguanacolossus   |
|  |                  |
|  | Lanzhousaurus    |
|  |                  |
|  | Hadrosauriformes |
|  |                  |

|  | Hippodraco         |
|  |                    |
|  | Theiophytalia [en] |
|  |                    |

|  | Cedrorestes [en] |
|  |                  |
|  | Dakotadon [en]   |
|  |                  |
|  | Iguanacolossus   |
|  |                  |
|  | Lanzhousaurus    |
|  |                  |
|  | Hadrosauriformes |
|  |                  |

|  | Hippodraco         |
|  |                    |
|  | Theiophytalia [en] |
|  |                    |

|  | Cedrorestes [en] |
|  |                  |
|  | Dakotadon [en]   |
|  |                  |
|  | Iguanacolossus   |
|  |                  |
|  | Lanzhousaurus    |
|  |                  |
|  | Hadrosauriformes |
|  |                  |

|  | Hippodraco         |
|  |                    |
|  | Theiophytalia [en] |
|  |                    |

|  | Cedrorestes [en] |
|  |                  |
|  | Dakotadon [en]   |
|  |                  |
|  | Iguanacolossus   |
|  |                  |
|  | Lanzhousaurus    |
|  |                  |
|  | Hadrosauriformes |
|  |                  |

|  | Hippodraco         |
|  |                    |
|  | Theiophytalia [en] |
|  |                    |

|  | Cedrorestes [en] |
|  |                  |
|  | Dakotadon [en]   |
|  |                  |
|  | Iguanacolossus   |
|  |                  |
|  | Lanzhousaurus    |
|  |                  |
|  | Hadrosauriformes |
|  |                  |

## Paleoecologia

Iguanacolossus comparado à fauna do Membro Yellow Cat da Formação Cedar Mountain (Iguanacolossus em verde)

O Iguanacolossus foi recuperado no Membro Yellow Cat da Formação Cedar Mountain. No entanto, esse membro é dividido em dois leitos: superior e inferior. O Iguanacolossus foi desenterrado do leito inferior, onde compartilhava seu ambiente com os terópodes Falcarius, Geminiraptor [en] e Yurgovuchia, o saurópode Mierasaurus [en] e a tartaruga Naomichelys [en]. Há também dinossauros Goniopholididae [en] indeterminados conhecidos do Membro Yellow Cat inferior.
A outra paleofauna é do Membro Yellow Cat, que inclui gêneros de dinossauros como os saurópodes Cedarosaurus e Moabosaurus [en], os iguanodontídeos Cedrorestes [en] e  Hippodraco, os terópodes Martharaptor e Utahraptor (bem como o ichnotáxon aviário Aquatilavipes) e o nodossauro Gastonia. Outros gêneros de vertebrados incluem as tartarugas Glyptops [en] e Trinitichelys, os peixes Ceratodus [en] e Semionotus [en] e o mamífero Cifelliodon [en]. Outras espécies não nomeadas são conhecidas desse leito.